# Jibal

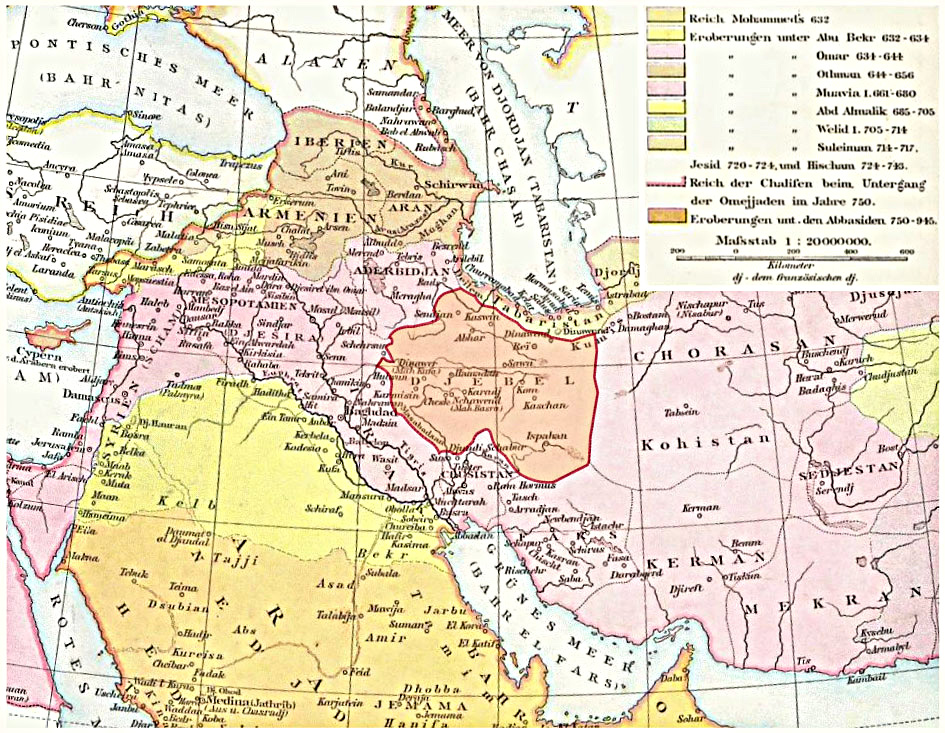
Localização de Jibal no Irã (no mapa, Djebel).

Jibal (em persa: جبال) foi o nome atribuído pelos árabes a uma região e província localizada no Irã Ocidental sob os Califados Omíada e Abássida. Seu nome significava "As Montanhas", e é o plural de jabal, "montanha, colina", destacando a natureza montanhosa da região. Entre os séculos XII e XIV, o nome Jibal foi progressivamente abandonado e veio a ser erroneamente referido como '"Iraque Ajami" (ʿIrāq ʿAjamī ou "Iraque persa", para distingui-lo do "Iraque árabe", na Mesopotâmia.
A região nunca teve quaisquer fonteiras precisamente definidas, mas foi detida para ser delimitada pelo deserto de Maranjabe no Oriente, por Pérsis e Cuzistão no sul, pelo Iraque no sudoeste e oeste, pelo Azerbaijão no noroeste e pela Cordilheira Elbruz a norte, deixando-a grosseiramente confinada no antigo país da Média. Sob o Califado Abássida, Jibal formou uma província separada, com sua capital geralmente em Ragas, até os abássidas perderem o controle no começo do século X. Por grande parte do século IX, contudo, a área foi governada por uma dinastia local autônoma, os duláfidas. No final do século X e começo do XI, a maior parte de Jibal tornar-se-ia um dos emirados buídas, enquanto o sul passou para os cacuídas.